# سومین معجزه
سومین معجزه (به انگلیسی: The Third Miracle) فیلمی محصول سال ۲۰۰۰ و به کارگردانی آگنیشکا هولاند است.

## گزیدهٔ بازیگران
- اد هریس
- آن هیش
- آرمین مولر-اشتال
- چارلز هاید
- مایکل ریسپولی
- باربارا سکووا